# Институт динамики быстропротекающих процессов общества Фраунгофера
Институт динамики быстропротекающих процессов (с добавлением — «Институт Эрнста Маха») — организация германского Общества Фраунгофера поддержки прикладных исследований. Институт расположен во Фрайбурге в Брайсгау, направлениями его деятельности являются прикладные научно-исследовательские и опытно-конструкторские работы в области техники, по специализации материаловедение и техника измерений быстропротекающих процессов. Филиалы Института расположены в Эфринген-Кирхен (Efringen-Kirchen) и Кандерн (Kandern) район Холцен.
Институт носит имя физика Эрнста Маха (1838—1916), который первым разработал методы высокоскоростной фотографии для визуализации процессов баллистики и газовой динамики. Эрнст Мах открыл и исследовал головной скачок уплотнения снаряда, летящего со сверхзвуковой скоростью, впервые установил природу воздушных ударных волн, и показал характер их иррегулярного отражения.

## История
- 1959 год. Образование Института во Фрайбурге. Основатель Института и его первый директор (1959—1965) Губерт Шардин, основные задачи Института:
  - Оптические методы измерений и регистрации быстропротекающих процессов
  - Проблемы прочности и процессы разрушения
  - Упругие волны в твердых телах.
- 1964 год. Образование отдела баллистики — филиала № 2 в Вайле на Рейне.
- 1970 год. Строительство опытной площадки Хольцен (Holzen), недалеко от города Кандерн, южный Шварцвальд, для «Рабочей группы баллистических исследований» Arbeitsgruppe für ballistische Forschung (AbF).

## Научно-исследовательские и опытно-конструкторские работы

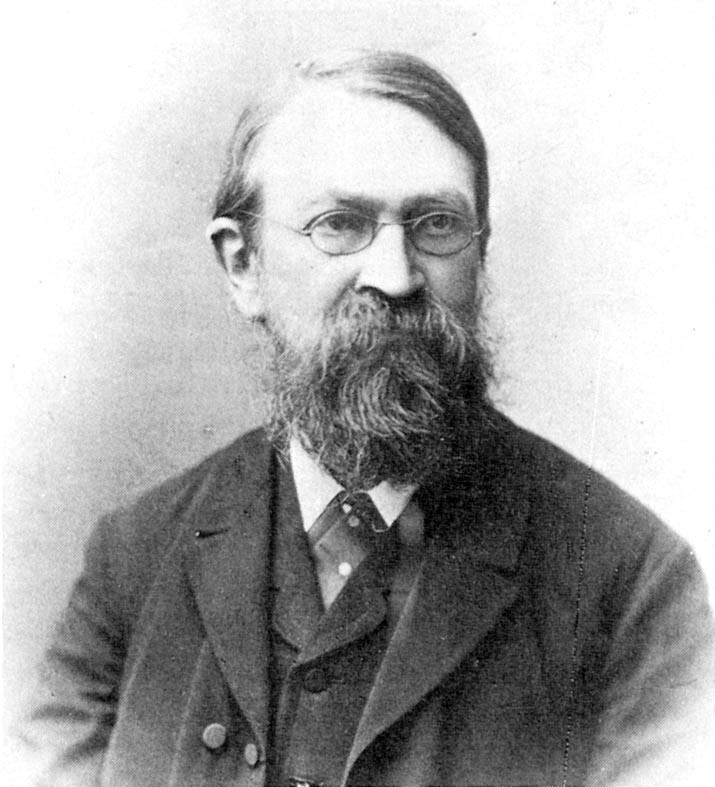
Эрнст Мах, 1900

Институт Эрнста Маха общества Фраунгофера занимается широким спектром вопросов в следующих областях: прикладная физика, машиностроение, авиация и космонавтика. Направления исследований Института также включают: материаловедение, баллистроника (от нем. Ballistronik — соединение баллистики и микроэлектроники или микромеханики), высокопроизводительная вычислительная техника, техника и технология датчиков, и техника измерений импульсных процессов. Научно-исследовательские и опытно-конструкторские работы проводятся в областях: техника безопасности на транспорте, защитные технологии в космической технике, анализ аварий и катастроф, эффективность и применение взрывчатых веществ, средства и методы защиты в гражданской и военной областях.
Для обработки и изучения быстропротекающих процессов используется широкий спектр методов, позволяющих осуществлять измерения и визуализацию процессов, длительностью от милли- до наносекунд, при давлениях до 1 Мбар и сверхвысоких скоростях деформации 106 с−1.
Для изучения быстропротекающих процессов используются, в частности, высокоскоростные камеры, мощные импульсные источники света, лазерная стробоскопия и рентгено-импульсные установки. Испытательное оборудование Института позволяет оценивать свойства материалов при динамических нагружениях с описанием определяющих параметров для последующего моделирования.
Институт Эрнста Маха располагает различными метательными установками, позволяющими разгонять снаряды до высоких скоростей. Двухступенчатая газовая установка в Эфринген-кирхен является крупнейшей в Европе.
Институт Эрнста Маха является признанным испытательным центром, проводящим стандартизованные испытания на взрывобезопасность специального защитного остекления (прозрачной брони) согласно требованиям германского промышленного стандарта EN 13541.

## Кооперация
Институт Эрнста Маха является членом различных союзов и объединений Общества Фраунгофера. Таким образом, отдельные институты Общества объединяют соответствующие компетенции и получают возможность при постановке сложной задачи находить компетентных партнеров, вырабатывающих комплексные предложения решения, и координирующих научно-исследовательские и опытно-конструкторские разработки.
- Объединение «Материалы и конструкционные элементы». Объединяет компетенции двенадцати институтов материаловедческого профиля Общества Фраунгофера.
- Объединение « Исследования в области обороны и безопасности». Целью Объединения «Исследования в области обороны и безопасности» является координация и проведение научно-исследовательских работ в области «Оборона и безопасность».
- Объединение «Адаптроника». Целью двенадцати объединенных в союзе институтов является коммерциализация научной дисциплины адаптроника и передача её в народное хозяйство в виде конкурентоспособных приложений.
- Специализированное объединение «Численное моделирование продуктов и процессов». В этой группе объединение опыта и компетенции двадцати институтов Общества Фраунгофера служит целям разработки и совершенствования методов моделирования.

В университетской области осуществляется начиная с 2006 года кооперация с Институтом механики и статики факультета «Строительства и геодезии» Университета бундесвера в Мюнхене. Целью подобной кооперации является совместное развитие международных исследовательских проектов и усиление роли передачи технологии, основанной на результатах исследований, в производство.

## Инфраструктура
Численный состав Института Эрнста Маха, по состоянию на конец 2008 года, насчитывал 267 сотрудников, причем более половины из них заняты научно-исследовательскими работами.
В 2006 финансовом году бюджет Института составлял 13,1 млн евро. В 2008 году — 17,87 млн евро. В 2015 году 27,3 млн евро.
Финансирование Института осуществляется по следующей схеме: 90 процентов средств поступает от Федерального правительства, 10 процентов — от Земельного правительства.
Руководителем института Эрнста Маха до 2015 года являлся Клаус Тома (Klaus Thoma), с 1999 года почётный профессор Университета бундесвера (Universität der Bundeswehr) в Мюнхене. С января 2015 года институтом руководит Штефан Хайермаер.